# Manuele Boaro
Manuele Boaro (ur. 3 grudnia 1987 w Bassano del Grappa) – włoski kolarz szosowy, zawodnik należącej do dywizji UCI WorldTeams drużyny Astana Qazaqstan Team.
Specjalizuje się w jeździe indywidualnej na czas, szczególnie w prologach.

## Najważniejsze zwycięstwa i sukcesy
2004
- 3. miejsce w mistrzostwach Włoch w kolarstwie szosowym juniorów – jazda indyw. na czas

2005
- mistrzostwo Włoch w kolarstwie szosowym juniorów – jazda indyw. na czas

2007
- 1. miejsce w Gran Premio della Liberazione w kategorii U23
- 1. miejsce na 1. etapie GP Tell
- 1. miejsce na 3. etapie Giro di Toscana w kategorii U23

2008
- 2. miejsce w mistrzostwach Włoch w kolarstwie szosowym U23 – jazda indyw. na czas
- 7. miejsce w Tour de San Luis

2009
- 1. miejsce w Memorial Davide Fardelli
- 2. miejsce w Trofeo Alcide Degasperi

2010
- 1. miejsce w Trofeo Citta di Brescia
- 2. miejsce w Coppa della Pace

2011
- 2. miejsce w mistrzostwach Włoch w kolarstwie szosowym – jazda indyw. na czas

2012
- 2. miejsce w Circuit de la Sarthe
- 4. miejsce na prologu Giro d'Italia

2014
- 3. miejsce w Post Danmark Rundt

2018
- 1. miejsce na 5. etapie Tour of Croatia